# Deltosoma lacordairei
Deltosoma lacordairei là một loài bọ cánh cứng trong họ Cerambycidae.